# Llista de falsos amics del català amb el francès
Aquesta és una llista d'alguns dels falsos amics més habituals entre el francès i el català.
| Francès                                          | Significat en català | Semblant al català                         | Que en francès seria |
| acoquiner (s')                                   | fer-se amb gent poc o gens recomanable | acoquinar-se                               | se montrer lâche, se décourager, se considérer comme impuissant et vaincu d'avance |
| adouber                                          | armar cavaller (ant. adobar) | adobar                                     | arranger, réparer, radouber; assaisonner, condimenter; mariner, ramollir; mettre de l'engrais, fumer une terre; tanner (le cuir); rebouter (un membre del cos espatllat) |
| ampoule                                          | ampul·la, ampolleta; bombeta, pera; butllofa, bombolla/bambolla, bòfega (a la pell) | ampolla (= botella)                        | bouteille |
| arroser                                          | regar | arrosar                                    | mouiller (qqch) comme de la rosée, en l'aspergeant de petites gouttes |
| attendre                                         | esperar | atendre                                    | s'occuper de quelqu'un ou de quelque-chose; prêter attention à quelqu'un ou quelque-chose |
| atterrir                                         | aterrar (un avió) | aterrir (fer por)                          | terrifier |
| avaler                                           | engolir, empassar-se, dragar, tragar | avalar                                     | avaliser |
| avis                                             | parer, consell (i 'avís') | avís                                       | avertissement ('avis' és més rar) |
| balade                                           | passejada | ballada                                    | bal, danse |
| ballade                                          | poesia de tres estrofes i amb la darrera estrofa que ret homenatge a algú i l'hi dedica; cançó de ball                                                                                    | ballada                                    | bal, danse |
| bancal adj.                                      | trontollant, trontolladís | bancal                                     | sorte de banc (caixabanc); drap ou tapis pour couvrir un banc, un siège, une table, etc; corps inférieur dels retables, divisé en cases ou compartiments contenant, en peinture ou en relief, des figures ou scènes de la passion de Christ ou de saints titulaires; parcelle de terre plate cultivée, limitée par des bordures oi fossés |
| bénéfice                                         | benefici | benefici                                   | bienfait |
| bibliothèque (meuble)                            | llibreria (moble) | biblioteca                                 | bibliothèque |
| bosse                                            | bony; gep | bossa                                      | sac, bourse |
| bravade                                          | paraules d'ostentació de bravura o poder per a intimidar algú | bravada (tuf)                              | puanteur, mauvaise odeur très forte; touffeur |
| brut                                             | brut | brut                                       | sale |
| brute adj. sempre f.                             | brut, a, brutal invar. | brut, a                                    | brut, e ; sale |
| canaille                                         | púrria, xusma; murri | canalla f. sing.                           | gosses m. plur. |
| caraffe                                          | pitxer | garrafa                                    | dame-jeanne |
| coiffer                                          | pentinar | cofar                                      | mettre un couvre-chef, couvrir sa tête |
| commission 1. faire les ". 2. la grande/petite " | 1. fer les compres. 2. fer un riu, fer aigües/anar de ventre | comissió                                   | commission |
| constipé                                         | restret, restrenyit | constipat                                  | enrhumé |
| coquin                                           | entremaliat, seductor, agosarat, verd o picant (sentits eroticosexuals); ant. amant (coquine: dona disbauxada que enganya molts amants); mandrós; coquí (covard)                          | coquí                                      | avare, traître; coquin, couard |
| décoiffer                                        | despentinar | descofar                                   | enlever son couvre-chef, découvrir sa tête |
| dommage                                          | damnatge, dany, prejudici; Quina pena! Quin greu! És pecat! | domatge                                    | domptage |
| du tout (ne... pas ~)                            | gens (no... ~) | del tot                                    | totalment, tout à fait, complètement |
| élever                                           | criar, fer pujar (mainada); elevar | elevar                                     | élever |
| envers (de monnaie)                              | revers (=cara) | anvers, obvers (=creu)                     | endroit |
| espérer                                          | esperar | esperar                                    | attendre; esperer |
| essayer                                          | intentar, prova de fer | assajar                                    | répéter, s'entraîner |
| fermer                                           | tancar | fermar                                     | fixer, lier, attacher, clouer, sp. une bête avec une corde ou chaîne; fig. confirmer |
| forestier, e (adj)                               | forestal | forester, a (guardabosc)                   | garde forestier |
| fourniture                                       | proveïment, forniment | fornitura                                  | Portion de caractères d'imprimerie qui est demandée par la fonderie, afin de compléter ses stocks; Deux larges bretelles s'entrecroisant sur la poitrine et le dos du soldat, pour porter les cartouchières, le sabre, etc. |
| fracas                                           | fragor, terrabastall, rebombori | fracàs (castellanisme per fallada, fiasco) | échec, fiasco' |
| fricandeau                                       | Paté cuit al forn amb la seva mantellina (oment del porc o tel de sagí), de l'Avairon (Occitània). A Suïssa, rodanxa de carn fina recoberta d'una farcidura enrotllada abans de la cocció | fricandó                                   | Ragoût de viande avec de la sauce préparé avec des oignons, des tomates, des herbes aromatiques et des champignons, généralement des mousserons |
| grange                                           | paller, pallissa | granja                                     | ferme |
| gril                                             | graelles | grill                                      | grillon |
| griller                                          | coure a la brasa, torrar, rostir; cremar, recremar, agostejar; fondre (bombeta) | grillar (germinar)                         | germer |
| habiller                                         | vestir | abillar                                    | orner, garnir, habiller avec soin |
| hanche                                           | maluc, amaluc | anca                                       | fesse |
| journal                                          | diari | jornal                                     | travail fait en une journée; rétribution, salaire d' une journée de travail; mesure agraire équivalente à l'extension de terre qui est labourée normalement avec une paire de mules' |
| légume                                           | verdura | llegum                                     | légumineuse |
| malotru                                          | desgraciat moralment i físicament, feixuc, groller, mal educat | malastruc                                  | malheureux, mal pourvu, difforme |
| manche                                           | mànec, empunyadura; màniga | manxa                                      | soufflet |
| mec                                              | paio, tipus | mec                                        | imberbe; benêt; veau |
| mirer, se                                        | mirar-se en un mirall, en l'aigua o qualsevol superfície reflexant | mirar                                      | regarder |
| net                                              | nítid | net                                        | propre |
| nouvelle                                         | nf. nova, notícia, narració curta; adj. nova, novella (menys corrent) | novel·la                                   | roman |
| oeillère                                         | ullera | ullera                                     | lunette; cerne |
| orage                                            | temporal, tempestat, tempesta | oratge                                     | temps (météo) ; vent |
| passage                                          | pas, passatge | passejada                                  | promenade |
| pastis                                           | beguda anisada | pastís                                     | gâteau |
| pâtes (les)                                      | pasta (la) | pastes                                     | petits fours/gâteaux, viennoiseries |
| pelote                                           | cabdell (de llana, etc.) | pilota                                     | balle, ballon, boule (però: pelote basque): boulette de vianda hachée |
| poltron                                          | covard | poltró                                     | paresseux |
| potence                                          | patíbul, cadafal | potència                                   | puissance |
| pourtant                                         | tanmateix, no obstant | per tant                                   | donc, par conséquent |
| procès                                           | judici, plet, procés (judicial) | procés                                     | procès (affaire judiciaire) ; processus |
| robe                                             | vestit | roba                                       | vêtements (les) |
| roman                                            | novel·la; adj. romànic | roman v.                                   | (il, elle) reste |
| route                                            | carretera | rota (= rompuda); ruta                     | défrichement, écobuage; parcours |
| refermer                                         | tornar a tancar | refermar                                   | raffermir |
| sot                                              | ximple, beneit, fava, pioc | sot                                        | trou (ou dépression d'une surface comme p.e. un chemin, une route) |
| taper                                            | picar, tustar, trucar | tapar                                      | boucher |
| timbre                                           | segell | timbre                                     | sonnette |
| tourner                                          | girar; filmar | tornar                                     | revenir, retourner; rentrer; rendre |
| tremper                                          | banyar, mullar; trempar (metalls, vidre...) | trempar                                    | tempérer; ravigoter; accorder un instrument de musique; préparer un plume pour écrire; assaisonner, préparer une salade; arranger (des affaires)'; bander (sexuel)' |
| truite                                           | truita de riu | truita d'ou (truitada)                     | omelette |
| universitaire                                    | docent (universitat) | universitari                               | étudiant universitaire |
| vinaigre                                         | vinagre | vi negre                                   | vin rouge |
| voler                                            | volar; robar | voler                                      | vouloir |